# Fiona MacDonald
Fiona MacDonald MBE (* 9. Dezember 1974 in Paisley) ist eine ehemalige schottische Curlerin. Zuletzt spielte sie auf der Position des Second.
MacDonald war Teil des Gold-Teams der Britischen Olympiamannschaft um Skip Rhona Martin in Salt Lake City 2002.
Für ihren Sieg wurde MacDonald 2002 zum Member of Order of the British Empire ernannt. Drei Monate nach den Winterspielen beendete MacDonald ihre aktive Karriere.